# 탈지유

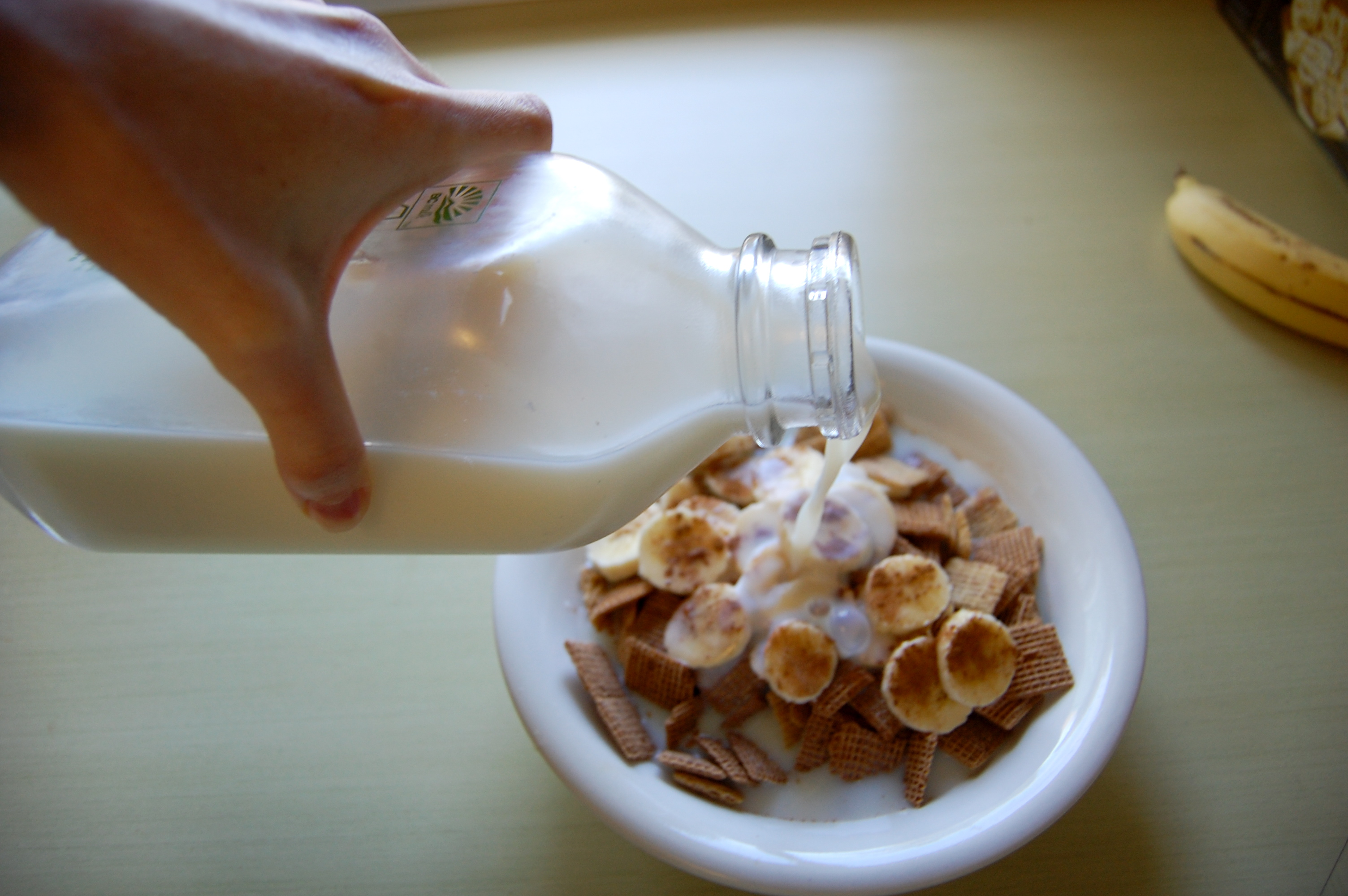
탈지유를 시리얼 그릇에 붓고 있다.

탈지유, 탈지분유, 무지방 우유, 스킴 밀크(skim milk)는 유지방을 젖으로부터 추출할 때 만들어지는 것이다. 대략 0.1%의 지방을 함유하는 경향이 있다.
역사적으로 탈지유는 돼지를 살찌우기 위해 사용되었다. 성장하는 돼지의 최고의 보충제이면서 온전한 단백질을 함유하고 있다.

## 용어
- 전유(whole milk, 홀 밀크, 약 3~4% 지방)
- 준탈지유(semi-skimmed milk, 약 1.8% 지방)
- 탈지유(약 0.1% 지방)

## 생산
오늘날 대부분의 탈지유는 원심분리기에서 전유를 회전시켜 만들며 여기서 떨어지는 지방을 제거해 낸다.